# Toshimichi Takeuchi
Toshimichi Takeuchi (ur. 23 lutego 1945, zm. 14 czerwca 2007 w Krakowie) – japoński sōke, mistrz i instruktor sztuk walki, posiadał 10 dan kenjutsu. 
Nauki pobierał jako ostatni przedstawiciel rodziny pod okiem swojego dziadka Gondo Takeuchi oraz ojca Matsusaburō. Studiował na Uniwersytecie Hōsei, a następnie wyjechał do Niemiec, gdzie stworzył szkoły kenjutsu i szkolił żołnierzy Bundeswehry. 
W 1998 r. przyjechał do Krakowa, gdzie stworzył szkołę sztuk walki oraz rozpoczął szkolenie uchi-deshi ("uczniów domu" – czyli instruktorów). Był też instruktorem jujutsu.  
Sōke Toshimichi Takeuchi wykształcił szereg mistrzów, którzy z jego rąk odebrali certyfikaty MENKYO, stanowiące swoisty synonim "czarnego pasa". Wśród uchi-deshi mistrza Takeuchi były zarówno osoby ze szkoły BU-JUTSU-KAN, jak i osoby spoza tego kręgu.